# Чтение нот с листа
Чтение нот с листа — исполнение музыкального произведения (вокальное или инструментальное) без предварительного знакомства с ним или подготовки к нему.

## Терминология
Для обозначения чтения нот с листа могут использоваться различные фразы:
- А ливр уве́р (фр. à livre ouvert, дословно — «по раскрытой книге»[3])
- фр. de premiére vue
- А прима виста (итал. a prima vista, дословно — «с первого взгляда»)
- нем. vom Blatt

В русскоязычной среде эти фразы применяются редко и практически единственным термином является «чтение с листа».

## Описание
Между разбиранием музыкального произведения нота за нотой и чтением музыки с листа без остановок с соблюдением требуемых динамических оттенков существует разница, подобная разнице между чтением книги по складам и художественным чтением с полным — по возможности — вниканием в характер текста.
Умение читать ноты с листа становится для лиц, профессионально занимающихся музыкой, столь же обыкновенным явлением, как грамотность в кругу образованных людей. Однако качество этого чтения, способность сразу осознать и передать заложенный автором музыкальный смысл прямо зависят от уровня музыкального дарования исполнителя и накопленного опыта. Для детей, только начавших обучение игре на каком-то инструменте, упражнение на чтение с листа является крайне сложным. С практикой и познанием теории (гармонии и др.) возникает способность предугадывать композиционную логику произведений, что значительно облегчает чтение музыки, так же, как это происходит с чтением книг.
Техническая сторона чтения нот различается в зависимости от инструмента. При игре на смычковых или на духовых инструментах, а также при пении музыкант читает за один раз только одну строчку нот, один нотный стан. При исполнении на арфе и на клавишных (включая фортепиано) исполнитель читает вместе уже две строки, соединённые акколадой, каждую в своём ключе. Органист во многих случаях должен читать ещё и третью строку — для регистра педали. При чтении партитур глаз дирижёра должен охватывать сразу много строк, от трёх до 20-30 в разных ключах. Разумеется, в таких условиях чтение музыки «с листа», даже при врождённой способности, достигается только большим навыком, но становится обязательным умением для капельмейстера.
При сольном выступлении инструменталист (скрипач, пианист и др.) или певец практически никогда не читает с листа — концерту обычно предшествует длительная подготовка ради достижения максимального совершенства. Но аккомпаниаторы (тех же скрипачей, вокалистов) часто играют с ходу, причем при аккомпанировании вокалисту требуется также умение транспонировать незнакомое произведение. Музыканты в оркестрах достаточно часто играют с листа или после единичных репетиций, но оркестровые партии обычно намного проще, чем сольные произведения для того же инструмента.